# ذوات السبيباوات
ذوات السبيباوات (الاسم العلمي: Bostrichinae). فُصيلة حشرات خنفسية من رتبة غمديات الأجنحة وفصيلة ذوات السبيبة.